# Третья гугенотская война
Третья гугенотская война (1568—1570 годы) — вооружённый конфликт между французскими протестантами (гугенотами) и католиками, ставший третьей из восьми религиозных войн. Гугенотов в этом конфликте возглавляли принц Конде и адмирал Колиньи, войсками католиков формально командовал брат короля герцог Анжуйский (впоследствии король Генрих III), а фактически — Гаспар де Таванн. Как и в предыдущих конфликтах, победы на поле боя одерживали католики, но у них не хватало ресурсов для развития успеха, а гугенотская партия демонстрировала больше сплочённости и энергии, за счёт чего ей снова удалось принудить корону к уступкам.

## Истоки конфликта
Мир, закончивший в марте 1568 года предыдущую войну, был вынужденным для обеих сторон. Никто не добился в ней своих целей: гугенотская свобода вероисповедания оставалась ограниченной, протестантские вельможи во главе с Конде не смогли усилить своё влияние на политику короны, а партия Гизов по-прежнему стремилась уничтожить протестантизм во Франции и покарать Колиньи за организацию убийства герцога Франсуа. При этом события предыдущих лет (особенно Сюрприз в Мо) заставили представителей королевской семьи по-новому смотреть на гугенотов — как на радикальных бунтовщиков, нелояльных по отношению к короне.
В результате мир в Лонжюмо никем не рассматривался как заключённый надолго. Гугенотские отряды отказывались уходить из занятых ими в предыдущие месяцы городов; по всей стране продолжались мелкие стычки и расправы. Конде и Колиньи сразу после подписания договора начали укреплять свои крепости — Нуайе и Шатильон соответственно. Королева-мать активно изыскивала средства на увеличение армии. Когда она приказала одному из своих военачальников Таванну доставить Конде ко двору, последний бежал в Ла-Рошель, а там к нему присоединились Колиньи, Жанна д’Альбре со своим сыном Генрихом Наваррским и ряд других видных гугенотов (сентябрь 1568 года).
В ответ на угрозу сплочения протестантской партии и её союза с Англией Карл IX издал Сен-Морскую декларацию. Этот документ запрещал под угрозой конфискации имущества все религиозные культы, кроме католического, требовал от гугенотов изгнать в течение двух недель всех их проповедников и вернуть короне все города и крепости. В ответ гугеноты перешли к открытым боевым действиям.

## Военные действия
Действуя из Ла-Рошели, гугеноты заняли Сентонж и Ангумуа, взяли Бурж. Королевская армия во главе с герцогом Анжуйским и Таванном двинулась в Пуату, чтобы не допустить соединения Конде с шедшими ему на помощь германскими протестантами. Противники маневрировали, не начиная сражения, в течение всего ноября 1568 года, а на время зимы военные действия были приостановлены.
13 марта 1569 года, наконец, произошло большое сражение при Жарнаке. Католики одержали в нём победу, причём Конде погиб. Однако гугеноты, которыми теперь командовал Колиньи, заняли оборону в своих крепостях. Немецкие протестанты (до 15 тысяч человек) прошли через Бургундию, заняли Ла-Шарите-сюр-Луар и присоединились к своим союзникам, которые стали таким образом сильнее, чем прежде.
При Ла-Рош-Лабей 25 июня Колиньи разбил королевские войска. Затем он осадил Пуатье; обороной города успешно руководил юный Генрих де Гиз, а гугенотам нужно было взять город, чтобы расплатиться с ландскнехтами. Только 10 сентября Колиньи был вынужден снять осаду, потеряв таким образом самое лучшее время для войны. Он двинулся на юг, на соединение с Монтгомери, действовавшим в Беарне. В пути, при Монконтуре, его атаковали герцог Анжуйский и Таванн и одержали полную победу (3 октября 1569 года).
Колиньи всё же смог увести остатки своей армии на юг. Несмотря на противодействие Монлюка, 3 января 1570 года он объединил свои силы с Монтгомери. Затем гугеноты прошли через весь Лангедок, через долину Роны с юга на север, взяли Ла-Шарите-сюр-Луар, одержали победу при Арнэ-ле-Дюк (27 июня 1570 года) и двинулись к Ла-Рошели. Очередное возрождение гугенотской военной мощи и разорение существенной части королевства заставили католиков пойти на переговоры. 8 августа был заключён Сен-Жерменский мир, расширивший привилегии протестантов.